# Anna Crowe
Anna Crowe (Devonport, Plymouth, Anglaterra, 1945), és una poeta i traductora anglesa. Nascuda a Plymouth, Anglaterra, va créixer i formar-se a França i a Sussex, obtenint el Master of Arts a la Universitat de Saint Andrews, Escòcia, on està establerta des del 1986.
Fou co-fundadora i, durant els primers set anys, directora artística del Festival de Poesia d'Escòcia "StAnza", del que actualment n'és presidenta honorària conjuntament amb Brian Johnstone. Fruit de la seva participació, el novembre de 1998, juntament amb Stewart Conn, en el primer dels seminaris de traducció poètica al Centre d'Art i Natura de Farrera, va iniciar la seva tasca de traductora a l'anglès de poesia catalana. Ha traduït especialment poemes de Joan Margarit (Tugs in the Fog, Bloodaxe, 2006; Strangely Happy, Bloodaxe, 2011; i Love is a Place, Bloodaxe, 2016). En col·laboració amb Joan Margarit, ha traduït al català poemes de R.S. Thomas (No hi ha treva per a les fúries, Proa - 2013). És autora de l'antologia Six Catalan Poets (Arc, 2013), amb versions a l'anglès de poemes de Josep Lluís Aguiló, Elies Barberà, Manuel Forcano, Gemma Gorga, Jordi Julià i Carles Torner. Ha publicat també la versió en anglès de Lunarium (Arc, 2016) de Josep Lluís Aguiló, i una versió a l'anglès de poemes del mexicà Pedro Serrano, Peatlands (Arc, 2014). El seu poemari Figure in a Landscape, premiat amb el Callum MacDonald Memorial Award, i traduït com Paisatge amb figura, en col·laboració amb l'escultor mallorquí Andreu Maimó, la seva poesia continua celebrant el paisatge mediterrani de la seva infantesa. S'ha dit de la seva obra que proporciona una veu als qui no en tenen: als morts, a altres criatures, als callats. Memorialista de vides petites, té un gran amor pel món natural i pel paisatge, i cada vegada més, la seva poesia descobreix la fragilitat d'aquest món, mentre que celebra la seva riquesa i es delecta en les seves conjuncions imprevistes.